# Shades of Sal Salvador
Shades of Sal Salvador è un album di Sal Salvador, pubblicato dalla Bethlehem Records nel giugno del 1957. 
Registrazioni: sul retrocopertina dell'album originale le date di registrazione (generiche, non specificate di quali brani) riportate sono: ottobre e dicembre 1956 e gennaio 1957, sul catalogo della Bethlehem è riportato come data di incisione il luglio 1956, solo il luogo appare comune, New York City.

## Tracce
Lato A
1. Delighted – 4:06 (Sal Salvador)
2. Two Sleepy People – 2:34 (Frank Loesser, Hoagy Carmichael)
3. Joe and Me – 3:25 (George Roumanis)
4. Flamingo – 3:16 (Ted Grouya, Edmund Anderson)
5. Carioca – 3:30 (Gus Kahn, Edward Eliscu, Vincent Youmans)
6. I've Got a Feelin' You're Foolin' – 4:21 (Nacio Herb Brown, Arthur Freed)

Durata totale: 21:12
Lato B
1. I Hadn't Anyone 'Til You – 4:52 (Ray Noble)
2. They Say It's Wonderful – 3:10 (Irving Berlin)
3. I Got It Bad and That Ain't Good – 4:23 (Paul Francis Webster, Duke Ellington)
4. You're Driving Me Crazy – 4:34 (Walter Donaldson)
5. Took the Spook – 4:23 (Phil Woods)

Durata totale: 21:22

## Musicisti
- Sal Salvador - chitarra
- Eddie Costa - vibrafono (brani: A1, A6 e B5)
- Eddie Costa - pianoforte (brani: A2, A3, A4 e B2)
- John Williams - pianoforte (brani: A1, A6 e B5)
- Ralph Martin - pianoforte (brani: A5, B1, B3 e B4)
- Phil Woods - sassofono alto (brani: A1, A5, A6, B1, B3, B4 e B5)
- Eddie Bert - trombone (brani: A1, A6 e B5)
- Sonny Dallas - contrabbasso (brani: A1, A6 e B5)
- Bill Crow - contrabbasso (brani: A2, A3, A4 e B2)
- Danny Martucci - contrabbasso (brani: A5, B1, B3 e B4)
- Joe Morello - batteria (brani: A2, A3, A4, A5, B1, B2, B3 e B4)
- Jimmy Campbell - batteria (brani: A1, A6 e B5)